# Gateshead
Gateshead je město v metropolitním hrabství Tyne a Wear v Anglii a zároveň je to sídlo stejnojmenného metropolitního distriktu. Před rokem 1974 bylo součástí hrabství Durham. Nachází se na jižním břehu řeky Tyne Newcastle upon Tyne, se kterým společně tvoří konurbaci Tyneside. Obě města spojuje sedm mostů včetně Gateshead Millennium Bridge. Město je známo ikonickou architekturou reprezentovanou např.: Sage Gateshead, Angel of the North a Baltic Centre for Contemporary Art.

## Galerie

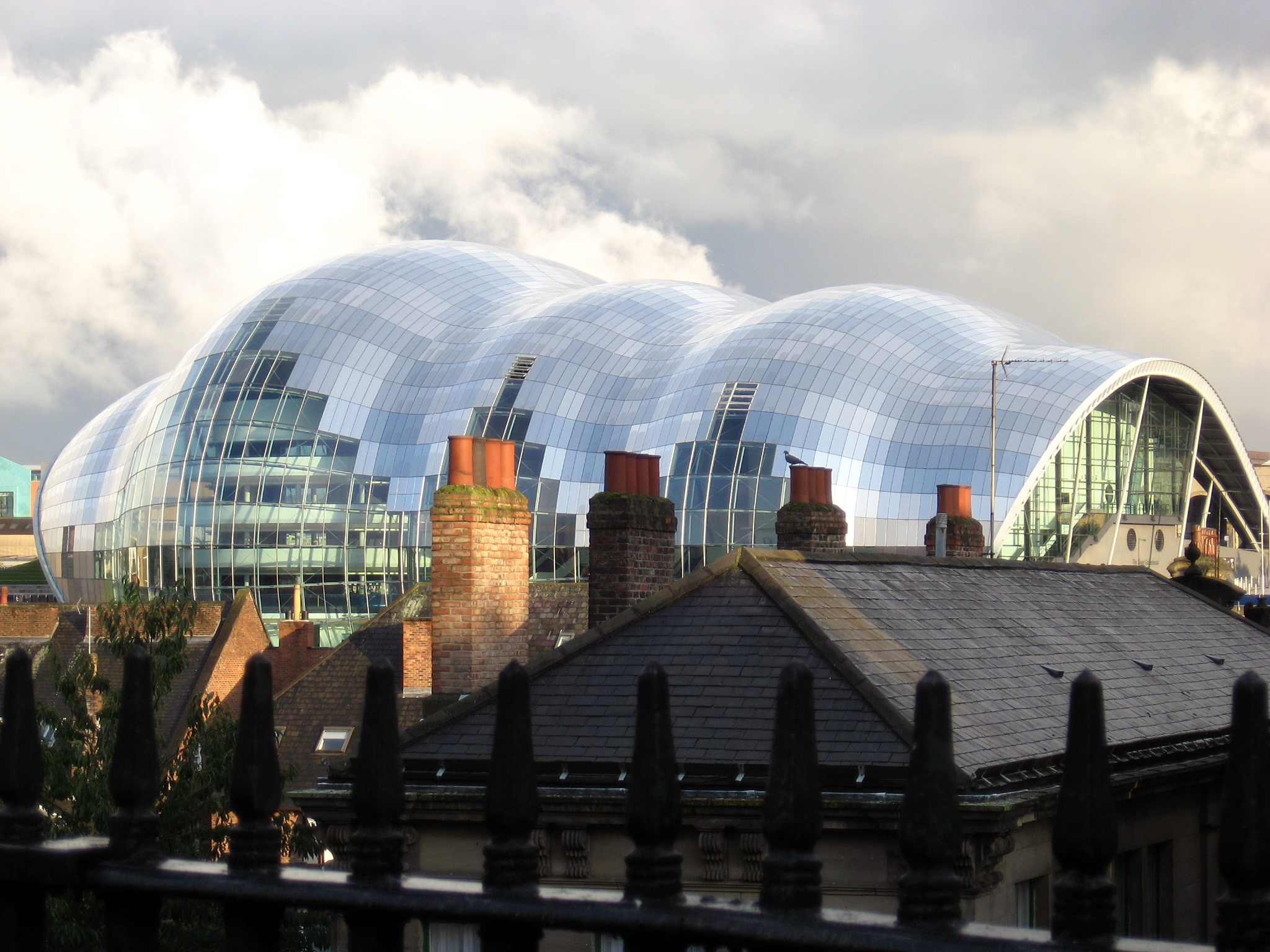
Sage Gateshead